# 馬洛伊 (愛荷華州)
馬洛伊（英語：Maloy）是一個位於美國愛荷華州靈戈爾德縣的城市。

## 地理
馬洛伊的座標為40°40′30″N 94°24′47″W / 40.67500°N 94.41306°W，而該地的平均海拔高度為337米（即1106英尺）。

## 人口
根據2010年美國人口普查的數據，馬洛伊的面積為1.61平方千米，當中陸地面積為1.61平方千米，而水域面積為0.00平方千米。當地共有人口29人，而人口密度為每平方千米18人。